# Linas Klimavičius
Linas Klimavičius (n. 10 aprilie 1989, Panevėžys, RSS Lituaniană, URSS) este un fotbalist lituanian, care joacă pe post de fundaș central la FK Dainava Alytus în A Lyga. Pe plan internațional, are prezențe la națională pentru Lituania U17⁠(d), Lituania U19⁠(d), Lituania U21⁠(d) și Lituania.